# Hessen-Homburg
Hessen-Homburg var ett tyskt lantgrevskap.
Hessen-Homburg var ursprungligen en del av Hessen-Darmstadt, men skildes därifrån 1622 och tillföll Georg I:s yngste son 
Fredrik I (död 1638). Lantgreve Fredrik II med silverbenet förvärvade i svensk och brandenburgsk tjänst krigisk ryktbarhet samt inlade stora förtjänster om sitt lands utveckling. 
Linjens besittningar stod till att börja med under överhöghet av Hessen-Darmstadt, men 1768 blev lantgrevarna av Hessen-Homburg i allt väsentligt suveräna. Lantgreve Fredrik V (1751–1820) blev 1806 mediatiserad, och hans land införlivades med Hessen-Darmstadt, men 1815 återfick han sitt rike, med ökat område. Med lantgreve Ferdinand utdog det regerande furstehuset på svärdslinjen år 1866, varefter Hessen-Homburg hamnade i personalunion med Storhertigdömet Hessen, som den 3 september samma år avträdde det till Kungariket Preussen. Det kom sedermera att utgöra delar av provinsen Hessen-Nassau och Rhenprovinsen. Det forna lantgrevskapet omfattade 275 kvadratkilometer och hade 27 374 invånare 1864.